# آنا راسيل جونز
آنا راسيل جونز (بالإنجليزية: Anna Russell Jones)‏ هي مصممة ومصممة جرافيك أمريكية، (ولدت في نيوجيرسي في الولايات المتحدة 1902 – 1995 م).